# جرج شیرینگ
جرج شیرینگ (انگلیسی: George Shearing; ۱۳ اوت ۱۹۱۹ – ۱۴ فوریهٔ ۲۰۱۱) موسیقی‌دان و نوازنده پیانو سبک جاز اهل بریتانیا بود. وی بین سال‌های ۱۹۳۷ تا ۲۰۱۱ میلادی فعالیت می‌کرد.
وی دارای نشان‌های افتخار شوالیه (عنوان) و افسر والامقام امپراتوری بریتانیا بود.